# Teodor Kosiarski
Teodor Edwin Kosiarski (ur. 20 kwietnia 1955) – polski samorządowiec, górnik, w latach 2002–2018 burmistrz Łęcznej.

## Życiorys
Ukończył studia na Akademii Górniczo-Hutniczej im. Stanisława Staszica w Krakowie. Od 19 maja 1980 roku do 19 listopada 2002 roku pracował na wszystkich szczeblach hierarchii górniczej. Przez 6 lat był dyrektorem technicznym Kopalni w Bogdance, następnie przez 2 lata był jej dyrektorem ds. inwestycji. W ramach studiów podyplomowych ukończył studia na Uniwersytecie Przyrodniczym we Wrocławiu na kierunku „Hodowla koni i jeździectwo”.

## Życie prywatne
Jest żonaty, ma dwoje dzieci. Prowadzi stadninę koni.

## Polityka
Od 2002 roku był burmistrzem Łęcznej. Przewodniczył lokalnemu Komitetowi Wyborczego Wyborców „Wspólna Sprawa”, który w radzie miejskiej posiadał 9 radnych (stan na 2017 rok).
W 2014 roku w organizowanym przez Kurier Lubelski rankingu na najlepszego burmistrza na Lubelszczyźnie zajął ostatnie miejsce otrzymując -56 głosów.
W tym samym roku ubiegał się o reelekcję. Wygrał I turę z 45,41% głosów, po czym w II turze zwyciężył z kandydatem opozycji, Mariuszem Fijałkowskim zdobywając 55,87% głosów.
W 2015 roku, po złożeniu oświadczeń majątkowych okazało się, że burmistrz Łęcznej zarobił 173 tysiące złotych, co uczyniło go najlepiej zarabiającym burmistrzem województwa lubelskiego.
2 września 2018 r. ogłosił, iż nie będzie kandydował na burmistrza w nadchodzących wyborach. Jednocześnie ogłosił swój zamiar startowania w wyborach do Rady Powiatu Łęczyńskiego. W wyborach samorządowych otrzymał 821 głosów i wszedł do Rady.